# Manitou and Pike’s Peak Railway
| SLM-Doppeltriebwagen in der Bergstation |                      |                                                                        |                               |
| Streckenlänge: | 14,16 km             |                                                                        |                               |
| Spurweite: | 1435 mm (Normalspur) |                                                                        |                               |
| Maximale Neigung: | 250 ‰                |                                                                        |                               |
| Minimaler Radius: | 100 m                |                                                                        |                               |
| Zahnstangensystem: | Strub (bis 2018 Abt) |                                                                        |                               |
| Streckengeschwindigkeit: | 17,5 km/h            |                                                                        |                               |
| |                      |                                                                        |                               |
| \| \| 0,00 \| Manitou Springs Base (Talstation) (ehem. Übergang zur Manitou Incline) \| 1999 m \| \| \| \| \| \| \| \| 0,20 \| Depot \| Depot \| \| \| 0,18 \| Ruxton Creek, Brücke 1 (19 m) \| Ruxton Creek, Brücke 1 (19 m) \| \| \| 0,43 \| (Abstellgleis) \| (Abstellgleis) \| \| \| 2,59 \| Brücke 2 (9 m) \| Brücke 2 (9 m) \| \| \| 3,05 \| Minnehaha \| 2549 m \| \| \| 3,40 \| Son-of-a-Gun Hill \| Son-of-a-Gun Hill \| \| \| 4,21 \| Halfway House (Abstellgleis) \| 2699 m \| \| \| 4,40 \| Hell’s Gate \| Hell’s Gate \| \| \| 6,46 \| 4 Miles \| 2941 m \| \| \| 7,44 \| Mountain View \| 3059 m \| \| \| 9,60 \| Inspiration Point \| Inspiration Point \| \| \| 10,47 \| Windy Point \| 3697 m \| \| \| 12,80 \| Ghost Corner / Slide's Cut \| Ghost Corner / Slide's Cut \| \| \| 14,16 \| Pikes Peak Summit (Bergstation) \| 4292 m \| \| \| \| Pikes Peak \| 4301 m \| |                      |                                                                        |                               |
| Kopfbahnhof Streckenanfang | 0,00                 | Manitou Springs Base (Talstation) (ehem. Übergang zur Manitou Incline) | 1999 m                        |
| |                      |                                                                        |                               |
| Betriebs-/Güterbahnhof Streckenanfang und quer · Abzweig geradeaus und nach rechts | 0,20                 | Depot                                                                  | Depot                         |
| Brücke über Wasserlauf | 0,18                 | Ruxton Creek, Brücke 1 (19 m)                                          | Ruxton Creek, Brücke 1 (19 m) |
| Blockstelle | 0,43                 | (Abstellgleis)                                                         | (Abstellgleis)                |
| Brücke über Wasserlauf | 2,59                 | Brücke 2 (9 m)                                                         | Brücke 2 (9 m)                |
| Dienststation / Betriebs- oder Güterbahnhof | 3,05                 | Minnehaha                                                              | 2549 m                        |
| Strecke | 3,40                 | Son-of-a-Gun Hill                                                      | Son-of-a-Gun Hill             |
| Blockstelle | 4,21                 | Halfway House (Abstellgleis)                                           | 2699 m                        |
| Strecke | 4,40                 | Hell’s Gate                                                            | Hell’s Gate                   |
| Dienststation / Betriebs- oder Güterbahnhof | 6,46                 | 4 Miles                                                                | 2941 m                        |
| Dienststation / Betriebs- oder Güterbahnhof | 7,44                 | Mountain View                                                          | 3059 m                        |
| Strecke | 9,60                 | Inspiration Point                                                      | Inspiration Point             |
| Dienststation / Betriebs- oder Güterbahnhof | 10,47                | Windy Point                                                            | 3697 m                        |
| Strecke | 12,80                | Ghost Corner / Slide's Cut                                             | Ghost Corner / Slide's Cut    |
| Kopfbahnhof Streckenende | 14,16                | Pikes Peak Summit (Bergstation)                                        | 4292 m                        |
| |                      | Pikes Peak                                                             | 4301 m                        |

Die Manitou and Pike’s Peak Railway, abgekürzt MPPR, (die auch als Pikes Peak Cog Railway auftritt) ist eine normalspurige Zahnradbahn System Strub in Colorado, USA. Sie ist neben der Mount Washington Cog Railway eine von zwei noch betriebenen Zahnradbahnen in den USA (Siehe auch: Liste von Zahnradbahnen#USA).
Die ehemals nach dem System Abt ausgeführte Bahn führt von Manitou Springs auf den Pikes Peak in den Rocky Mountains. Die Bahn wurde bereits von Anfang an als touristische Attraktion geplant und gilt als die höchste Eisenbahn in Nordamerika. Die Bahn ging im Mai 2021 nach einer tiefgreifenden Erneuerung wieder in Betrieb.

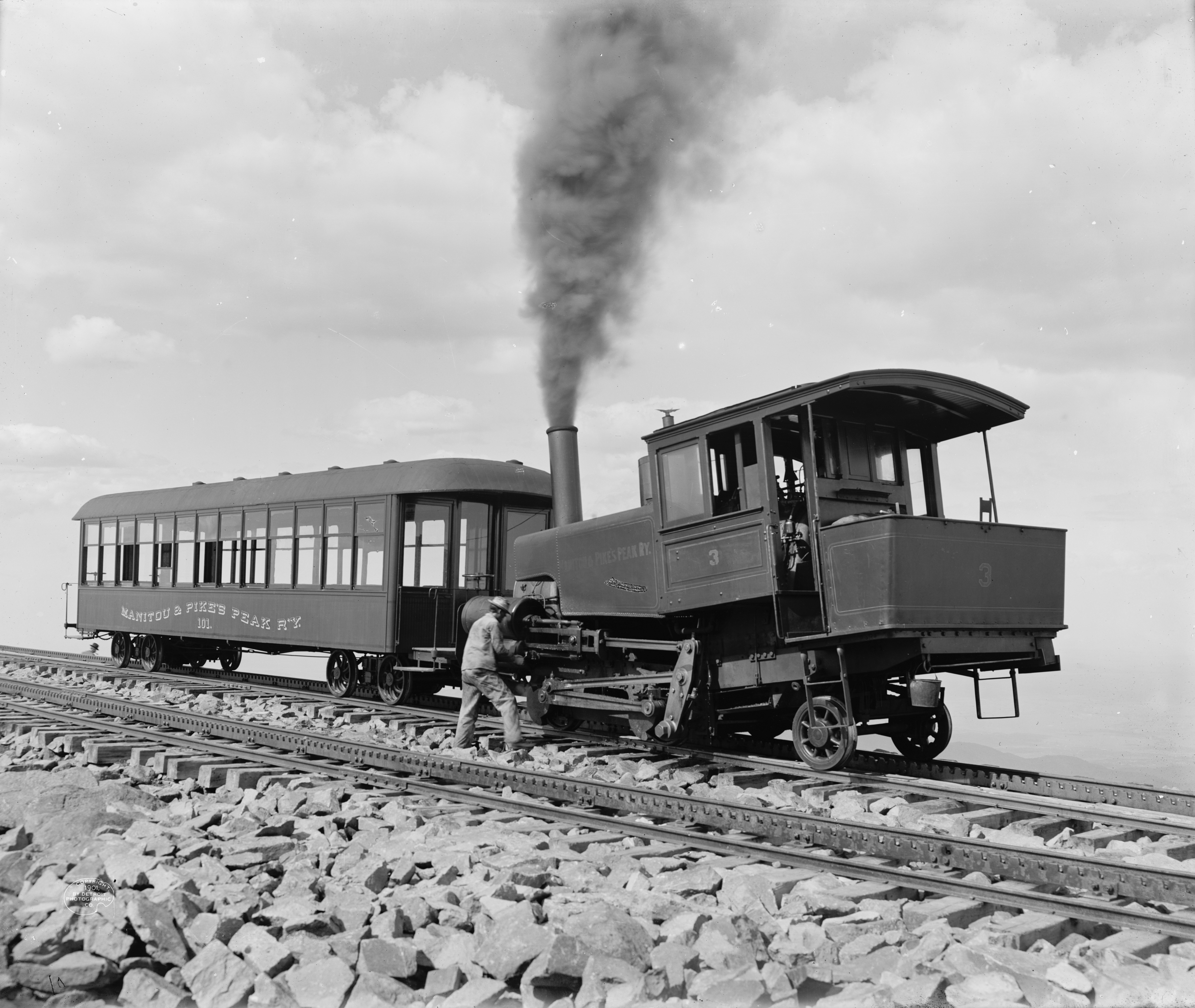
Pikes Peak Cog Railway Dampflok mit Vorstellwagen, circa 1900

## Geschichte
Das Unternehmen wurde 1889 von Zalmon G. Simmons gegründet, Erfinder und Gründer des Matratzen-Herstellers Simmons Bedding Company. Der Betrieb bis Halfway House Hotel wurde im Jahr 1890 aufgenommen und im folgenden Jahr der Gipfel erreicht.

### Modernisierung
2018 gab die Eisenbahngesellschaft auf ihrer Website bekannt, dass weder in der Saison 2018 noch in absehbarer Zukunft Betrieb auf der Bahnstrecke stattfinden wird, weil eine technische Überprüfung der Infrastruktur und der Ausrüstung ergeben habe, dass beides am Ende der Lebensdauer angekommen sei.
2019 wurde mit einer durchgreifenden Erneuerung des Oberbaus begonnen. Dabei wurde die Strecke nun mit den Zahnstangensystem Strub (statt wie bisher Abt) ausgerüstet.  Die neuen Zahnstangen haben die Profilform Strub TN70. Die Zahnstangen wurden bei Tensol SA in Giornico in der Schweiz gefertigt und per Container in die USA geliefert. Aus Unterhaltsgründen werden die Zahnstangen miteinander verlascht, so dass im Havariefall einzelne Zahnstangen gewechselt werden können oder nach der Abnutzung der bergseitigen Zahnflanken gedreht werden können.
Die Wiedereröffnung der Bahn fand zum 130. jährigen Jubiläum am 20. Mai 2021 statt.

## Betrieb
Anfänglich verkehrte die Bahn nur in den Sommermonaten. Die Bahn verkehrte am Ende ganzjährig, im Winter allerdings nicht bis zum Gipfel. Hauptsaison mit bis zu zwölf Zügen pro Tag ist aber der Sommer.
Die Anzahl Retourfahrten pro Tag ist sehr unterschiedlich und auf die erwartete Nachfrage abgestimmt. Tickets können online gekauft werden.

## Fahrzeuge

### Dampflokomotiven

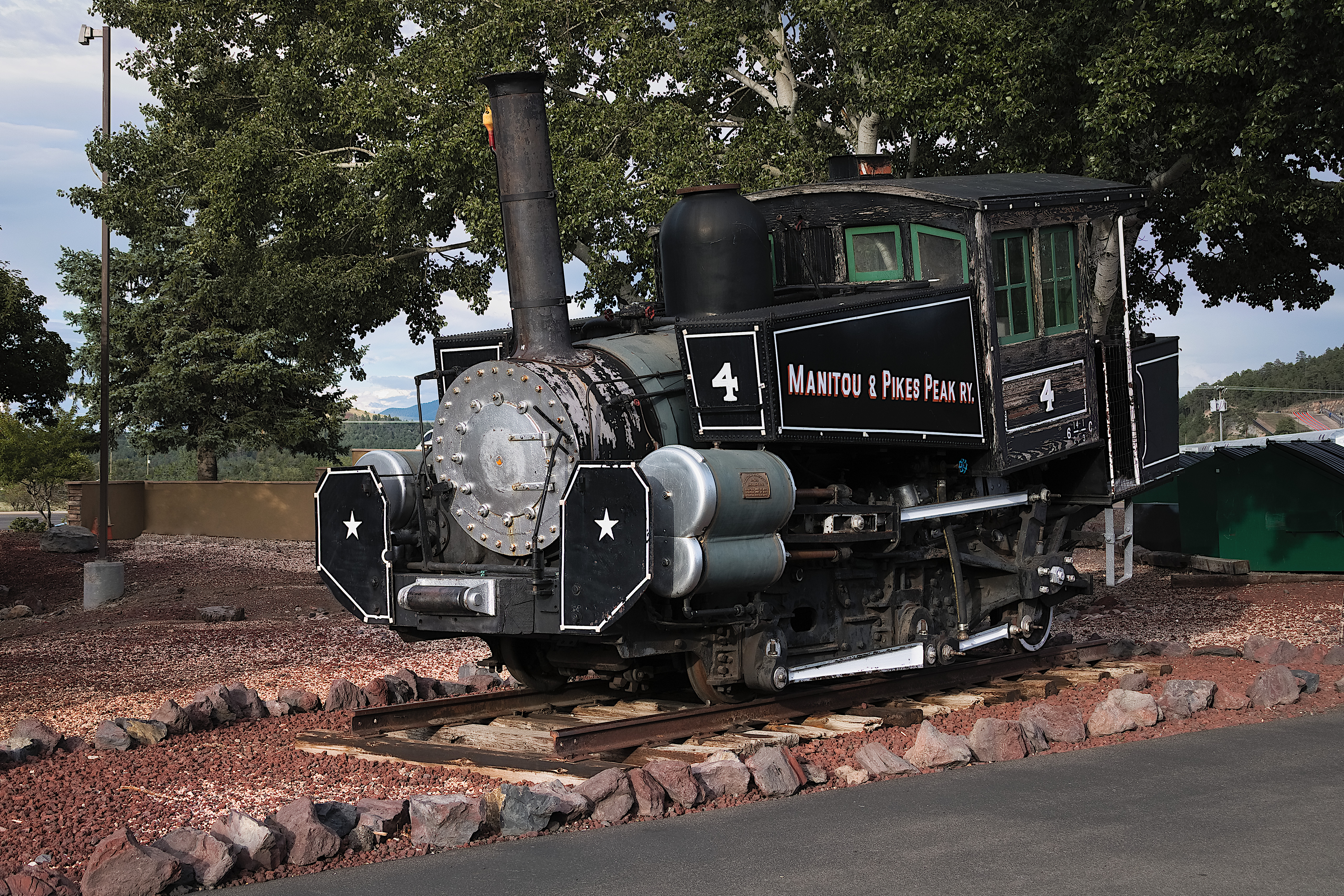
Dampflok 4" auf dem Denkmalsockel (2023)

Sieben Dampfzahnradlokomotiven Bauart Abt für reinen Zahnradantrieb wurden 1890 bis 1906 von Baldwin Locomotive Works geliefert. Sie hatten geneigte Kessel, damit diese auf der durchschnittlich 16 % betragenden Steigung waagrecht lagen. Lok Nummer 4 wurde bei einem Unfall im Jahr 1896 zerstört, als sie nach einem Bruch der Triebstangen entlief. Sie wurde durch eine neue Lok gleicher Nummer ersetzt. Hingegen konnten die Loks 5 und 3 nach Entgleisungen 1919 und 1935 wieder aufgebaut werden. Die 1906 gelieferte Lok 6 war ölgefeuert, wurde aber weniger eingesetzt als die kohlegefeuerten Loks. Die Lokomotiven wurden verschiedentlich umgebaut. Da die Dampfloks störanfällig waren, der Dampfbetrieb teuer, wurde schon früh nach anderen Traktionsformen gesucht und die Dampfloks nach und nach außer Betrieb gesetzt.
Lok 4" wurde als letzte bis 1958 eingesetzt, war seit 1980 wieder betriebsfähig und konnte mit dem Vorstellwagen 104 für Sonderfahrten eingesetzt werden. Im Zuge der Systemumstellung wurde auch sie abgestellt.
Nummern 1, 2, 4 und 5 sind als Denkmalloks vorhanden, Nummern 3 und 6 wurden abgebrochen.

### Triebwagen
Ein erster Benzin-betriebener Triebwagen Nummer 7 wurde 1938 von der Bahn selbst erbaut, der Aluminiumkasten kam aus Denver, der erste Motor von General Motors, später durch einen Cadillac-Motor ersetzt. Der Triebwagen ist noch heute vorhanden.
Aufgrund des Erfolgs von Triebwagen 7 wurden 1939 bis 1956 fünf dieselelektrisch angetriebene Züge mit den Nummern 8 bis 12 in Betrieb gesetzt. Sie bestehen aus einer Diesellok und einem Steuerwagen. Zwei Loks und ein Steuerwagen sind noch vorhanden, außerdem zwei umgebaute Loks (Schneeschleuder 22, Bahndienstlok 23).
1960 bestellte die Bahn zwei dieselelektrische Triebwagen (Nr. 14 und 15) bei SLM. Diese wurden 1963 abgeliefert, nachdem einer vorübergehend mit Riggenbach-Zahnrad ausgerüstet auf der Arth-Rigi-Bahn probegefahren war. Sie wurden ab 1964 eingesetzt und bewährten sich gut, weshalb 1968 zwei weitere (Nr. 16 und 17) in Betrieb genommen wurden.
Mit zunehmender Nachfrage wollte die Bahn ihre Kapazität ausbauen. Bei SLM wurden weitere Dieseltriebwagen bestellt, dieses Mal allerdings dieselhydraulische Doppeltriebwagen. Die Fahrzeuge mit den Betriebsnummern 18 und 19 wurden 1976, Nummer 24 1984 und Nummer 25 im Jahr 1989 abgeliefert. Der letztgelieferte Triebwagen 25 unterscheidet sich durch zwei rechteckige Frontscheinwerfer von den bisherigen SLM-Triebwagen, die einen runden, mittig angeordneten Scheinwerfer aufweisen. Die Voith-Antriebsstränge dieser Triebwagen mussten ab 1996 ersetzt werden. Die SLM-Doppeltriebwagen werden weiterhin eingesetzt und haben deshalb neue Zahnräder vom System Strub erhalten.
Im Zuge der Modernisierung wurden im Frühjahr 2019 bei Stadler Rail drei neue Zugskompositionen, bestehend aus Diesellok und je drei Wagen, bestellt. Sie tragen die Nummern 27 bis 29.

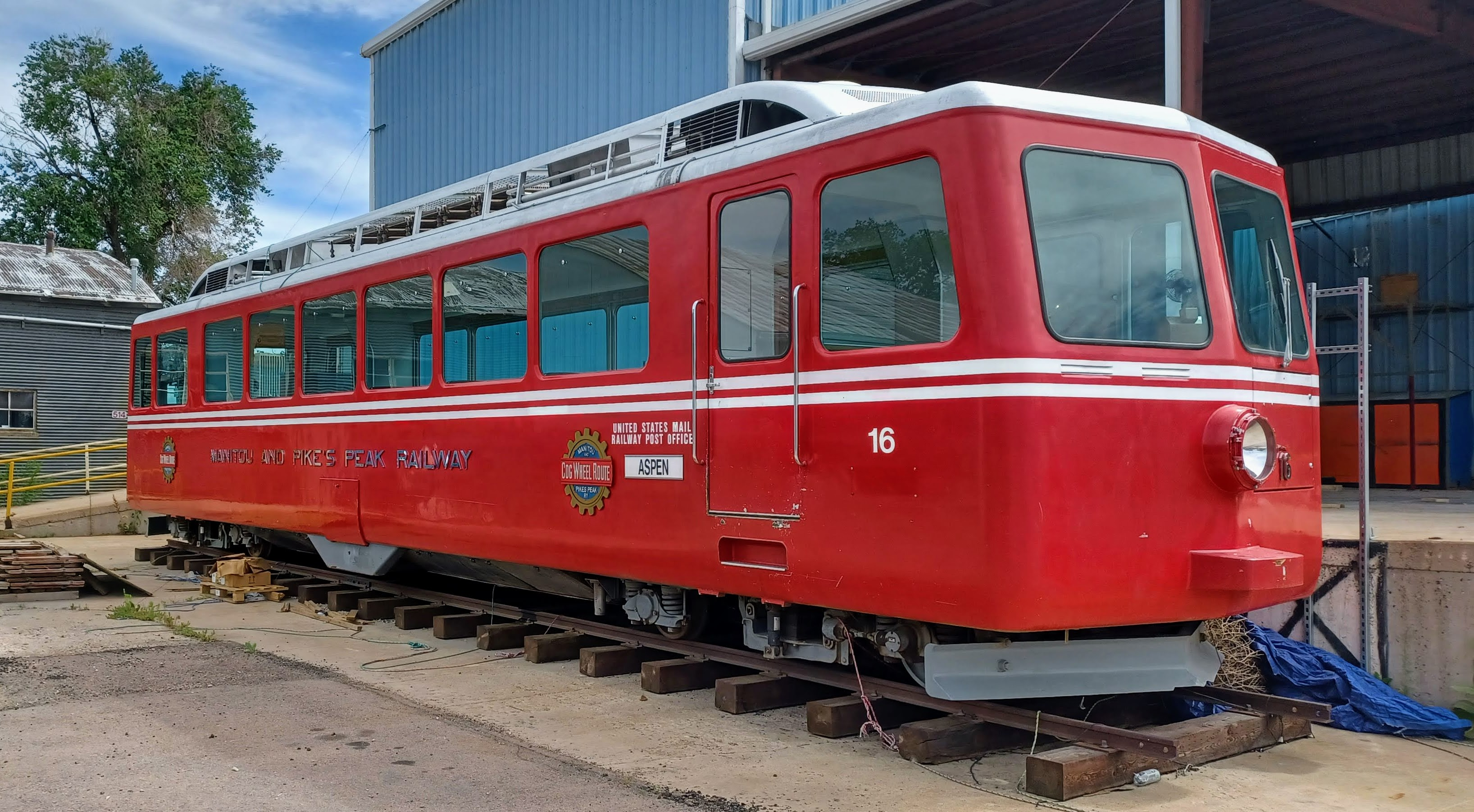
Dieselelektrischer SLM-Triebwagen Nr. 16 (2022)
Dieselhydraulischer SLM-Doppeltriebwagen Bhm 4/8 (Werkfoto)
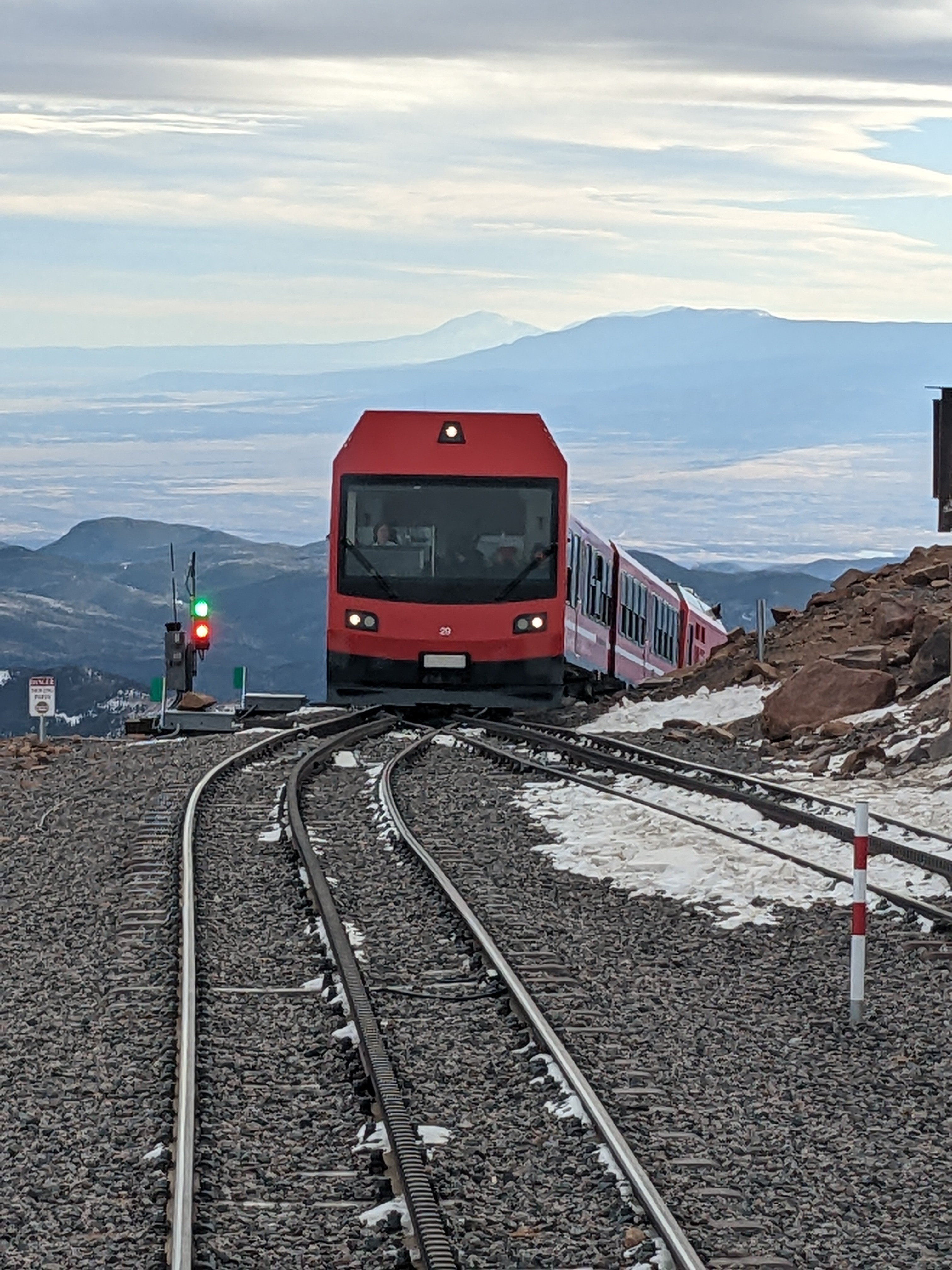
Stadler-Zuggarnitur 29 erreicht die Gipfelstation
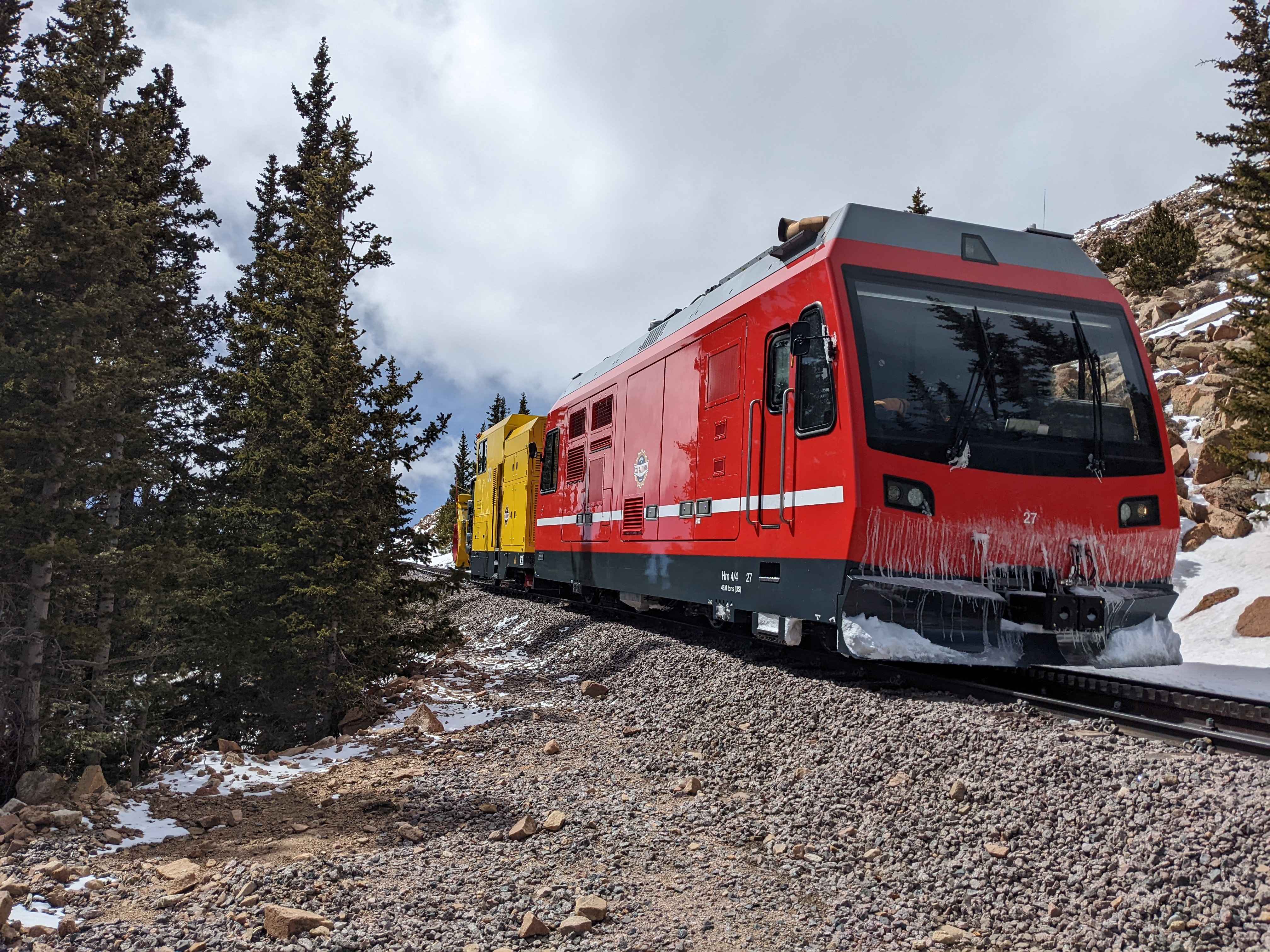
Stadler-Diesellok 27 mit Zaugg-Schneefräse

### Bahndienstfahrzeuge

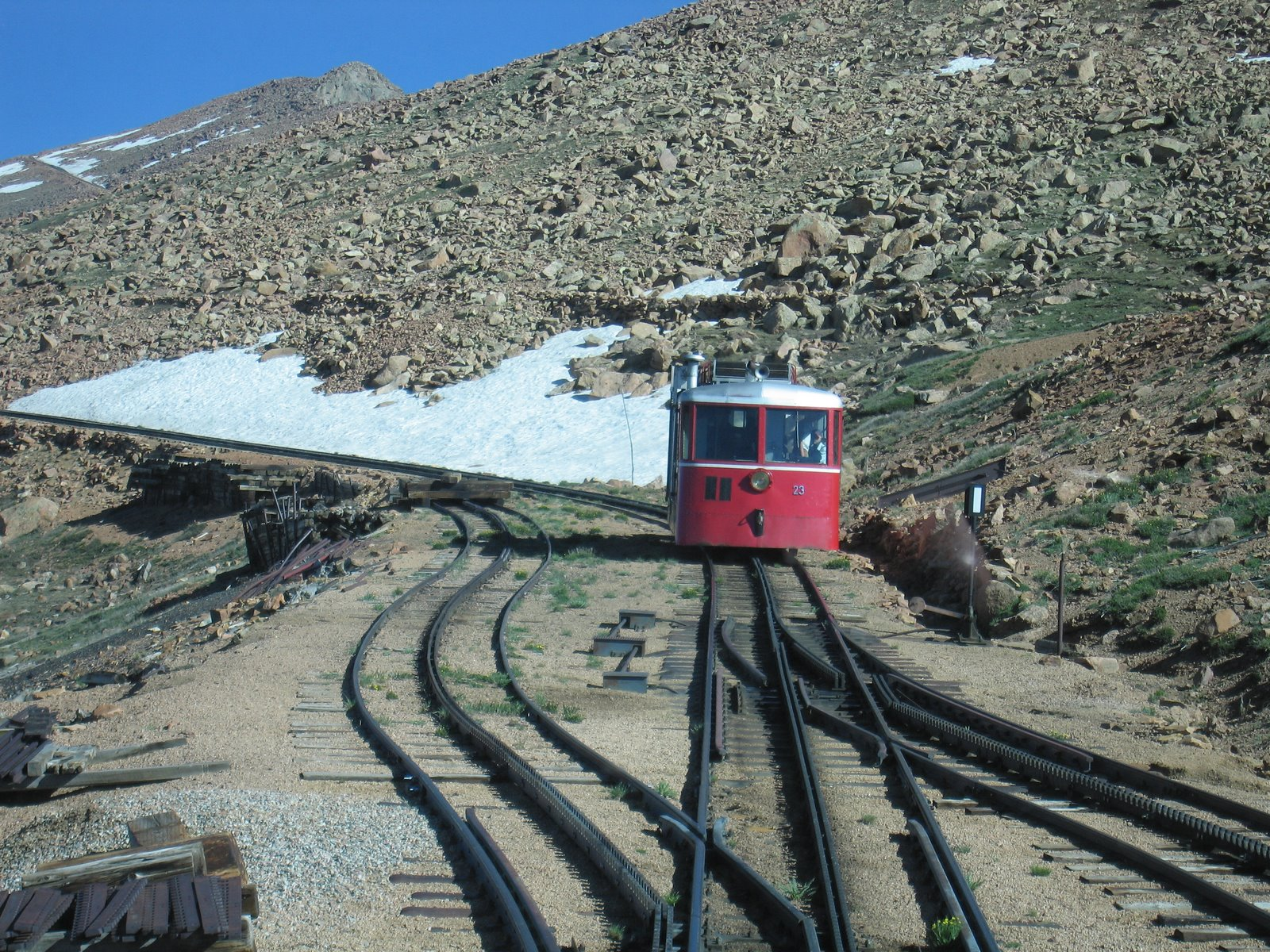
Baudienstlok 23

Bereits 1934 wurde für den Bahndienst ein Plattformwagen mit einem Ford-Motor versehen. Später wurde der Motor ersetzt, der Wagen mit der Nummer 20 aber weiter eingesetzt. 1953 baute die Bahn in der eigenen Werkstätte eine Schneeschleuder Nummer 21, die sich aber nie vollständig bewährte und 1974 wurde auf dem Untergestell einer Diesellok die neue Schneeschleuder 22 erbaut. Eine weitere Diesellok wurde für den Bahndienst angepasst und trägt heute die Nummer 23. Von ursprünglich zwei Flachwagen ist heute noch einer vorhanden, der 1967/68 mit einer kippbaren Ladefläche versehen wurde.
Im Zuge der Modernisierung lieferte Zaugg eine Schneefräse mit der Betriebsnummer 30.